# Radio Aa en Hunze
Radio Aa en Hunze, voorheen Radio Annen, is een Nederlandse lokale radiozender.
Radio Annen begon in 2008 voor de aardigheid ten behoeve van een sport- en spelweek in Annen. De uitzendingen werden verzorgd vanuit een de schuur achter het huis van een lokale diskjockey. In Annen en omstreken was de omroep in die periode te ontvangen op 106.4 MHz. Er kwamen steeds meer dj's en dus ook rechtstreekse programma's bij. De programmering werd steeds uitgebreider. Op den duur zond Radio Annen 24 uur per dag uit. Overdag waren het nonstop- en 's avonds liveprogramma's. In april 2010 verhuisde de omroep vanuit de schuur naar een grotere studio op het terrein van de brandweerkazerne en de sociale werkvoorziening (Alescon). Op 23 april 2011 veranderde Radio Annen in de lokale omroep van de gemeente Aa en Hunze en werd de naam veranderd in Radio Aa en Hunze.